# Classique féminine de Navarre 2023
La 5e édition de la Classique féminine de Navarre a lieu le 10 mai 2023. La course fait partie du calendrier international féminin UCI 2023 en catégorie 1.Pro. Elle est remportée par la Néerlandaise Riejanne Markus.

## Parcours
Le parcours est assez similaire à celui de l'année précédente, mis à part l'ajout du Muro de Añorbe à mi-parcours.

## Équipes
| UCI Women's WorldTeams (6)- Canyon-SRAM Racing - Israel-Premier Tech Roland - Team Jumbo-Visma - Movistar Team - Team Jayco AlUla - UAE Team ADQ Équipes féminines continentales (13)- Bizkaia-Durango - Bepink - Ceratizit-WNT Pro Cycling - Coop-Hitec Products - Cantabria Deporte-Rio Miera - Eneicat-Cmteam-Seguros Deportivos - Farto-BTC - Lifeplus Wahoo - Laboral Kutxa-Fundacion Euskadi - Massi Tactic - Stade rochelais Charente-Maritime - Sopela - Soltec Équipes féminines continentales (2)- Colombia Pacto Por El Deporte - GW Shimano - Team Groupe Abadie Équipe féminine amateur- Vipeq-La Vaca Purpura |
| |

## Récit de la course
À cent-dix kilomètres de l'arrivée un groupe de quinze coureuses sort. Peu avant la première difficulté : l'Alto del Perdon qui est situé à trente kilomètres de l'arrivée, elles ne sont plus que quatre en tête : Ella Harris, Elena Pirrone, Karlijn Swinkels et Mareille Meijering. Elles ont une avance d'une minute. Pirrone est distancée. Dans la dernière montée, le Muro de Galar, Meijering attaque. Seule Harris parvient à la suivre. Le peloton, alors constitué de douze coureuses, les reprend néanmoins dans la descente. Riejanne Markus place une accélération à onze kilomètres de la ligne et n'est plus reprise.

## Classements

### Classement final
| \| Classement général \| Classement général \| Classement général \| Classement général \| Classement général \| \| Coureuse \| Coureuse \| Pays \| Équipe \| Temps \| \| ------------------ \| ------------------- \| ------------------ \| -------------------------- \| ------------------ \| \| 1re \| Riejanne Markus \| Pays-Bas \| Team Jumbo-Visma \| 3 h 50 min 23 s \| \| 2e \| Tamara Dronova \| Bannière neutre \| Israel-Premier Tech Roland \| + 47 s \| \| 3e \| Ella Wyllie \| Nouvelle-Zélande \| Lifeplus Wahoo \| + 1 min 06 s \| \| 4e \| Eleonora Gasparrini \| Italie \| UAE Team ADQ \| + 1 min 06 s \| \| 5e \| Karlijn Swinkels \| Pays-Bas \| Team Jumbo-Visma \| + 1 min 06 s \| \| 6e \| Elena Pirrone \| Italie \| Israel-Premier Tech Roland \| + 1 min 06 s \| \| 7e \| Floortje Mackaij \| Pays-Bas \| Movistar Team \| + 1 min 06 s \| \| 8e \| Ella Harris \| Nouvelle-Zélande \| Lifeplus Wahoo \| + 1 min 06 s \| \| 9e \| Ane Santesteban \| Espagne \| Team Jayco AlUla \| + 1 min 06 s \| \| 10e \| Alice Maria Arzuffi \| Italie \| Ceratizit-WNT Pro Cycling \| + 1 min 06 s \| |                     |                  |                            |                 |
| |                     |                  |                            |                 |
| Source : ProCyclingStats |                     |                  |                            |                 |
| Classement général |                     |                  |                            |                 |
| Coureuse | Coureuse            | Pays             | Équipe                     | Temps           |
| 1re | Riejanne Markus     | Pays-Bas         | Team Jumbo-Visma           | 3 h 50 min 23 s |
| 2e | Tamara Dronova      | Bannière neutre  | Israel-Premier Tech Roland | + 47 s          |
| 3e | Ella Wyllie         | Nouvelle-Zélande | Lifeplus Wahoo             | + 1 min 06 s    |
| 4e | Eleonora Gasparrini | Italie           | UAE Team ADQ               | + 1 min 06 s    |
| 5e | Karlijn Swinkels    | Pays-Bas         | Team Jumbo-Visma           | + 1 min 06 s    |
| 6e | Elena Pirrone       | Italie           | Israel-Premier Tech Roland | + 1 min 06 s    |
| 7e | Floortje Mackaij    | Pays-Bas         | Movistar Team              | + 1 min 06 s    |
| 8e | Ella Harris         | Nouvelle-Zélande | Lifeplus Wahoo             | + 1 min 06 s    |
| 9e | Ane Santesteban     | Espagne          | Team Jayco AlUla           | + 1 min 06 s    |
| 10e | Alice Maria Arzuffi | Italie           | Ceratizit-WNT Pro Cycling  | + 1 min 06 s    |

### Points UCI
| Position           | 1er | 2e  | 3e  | 4e  | 5e | 6e | 7e | 8e | 9e | 10e | 11e | 12e | 13e | 14e | 15e | 16e à 25e |
| Classement général | 200 | 150 | 125 | 100 | 85 | 70 | 60 | 50 | 40 | 35  | 30  | 25  | 20  | 15  | 10  | 5         |

## Liste des participantes
| Movistar Team MOV | Movistar Team MOV         | Movistar Team MOV |
| ----------------- | ------------------------- | ----------------- |
| Num               | Coureuse                  | Pos               |
| 1                 | Katrine Aalerud (NOR)     | 23e               |
| 2                 | Jelena Erić (SRB) (route) | 14e               |
| 3                 | Sheyla Gutiérrez (ESP)    | 37e               |
| 4                 | Floortje Mackaij (NED)    | 7e                |
| 5                 | Mareille Meijering (NED)  | 12e               |
| 6                 | Lourdes Oyarbide (ESP)    | AB                |

| UAE Team ADQ UAD | UAE Team ADQ UAD            | UAE Team ADQ UAD |
| ---------------- | --------------------------- | ---------------- |
| Num              | Coureuse                    | Pos              |
| 11               | Sofia Bertizzolo (ITA)      | 40e              |
| 12               | Eugenia Bujak (SLO) (route) | AB               |

| UAE Development Team UDT | UAE Development Team UDT | UAE Development Team UDT |
| ------------------------ | ------------------------ | ------------------------ |
| Num                      | Coureuse                 | Pos                      |
| 13                       | Carlotta Cipressi (ITA)  | AB                       |

| UAE Team ADQ UAD | UAE Team ADQ UAD          | UAE Team ADQ UAD |
| ---------------- | ------------------------- | ---------------- |
| Num              | Coureuse                  | Pos              |
| 14               | Erica Magnaldi (ITA)      | 11e              |
| 15               | Eleonora Gasparrini (ITA) | 4e               |

| UAE Development Team UDT | UAE Development Team UDT    | UAE Development Team UDT |
| ------------------------ | --------------------------- | ------------------------ |
| Num                      | Coureuse                    | Pos                      |
| 16                       | Federica Piergiovanni (ITA) | 41e                      |

| Team Jumbo-Visma TJV | Team Jumbo-Visma TJV          | Team Jumbo-Visma TJV |
| -------------------- | ----------------------------- | -------------------- |
| Num                  | Coureuse                      | Pos                  |
| 21                   | Carlijn Achtereekte (NED)     | AB                   |
| 22                   | Riejanne Markus (NED) (route) | 1re                  |
| 23                   | Rosita Reijnhout (NED)        | 21e                  |
| 24                   | Linda Riedmann (GER)          | 17e                  |
| 25                   | Karlijn Swinkels (NED)        | 5e                   |

| Ceratizit-WNT Pro Cycling WNT | Ceratizit-WNT Pro Cycling WNT | Ceratizit-WNT Pro Cycling WNT |
| ----------------------------- | ----------------------------- | ----------------------------- |
| Num                           | Coureuse                      | Pos                           |
| 31                            | Sandra Alonso (ESP)           | AB                            |
| 32                            | Laura Asencio (FRA)           | AB                            |
| 33                            | Alice Maria Arzuffi (ITA)     | 10e                           |
| 34                            | Nina Berton (LUX)             | AB                            |
| 35                            | Lana Eberle (GER)             | AB                            |

| Team Jayco AlUla BEX | Team Jayco AlUla BEX  | Team Jayco AlUla BEX |
| -------------------- | --------------------- | -------------------- |
| Num                  | Coureuse              | Pos                  |
| 41                   | Ane Santesteban (ESP) | 9e                   |
| 42                   | Teniel Campbell (TTO) | AB                   |
| 43                   | Georgie Howe (AUS)    | AB                   |
| 44                   | Jessica Allen (AUS)   | AB                   |
| 46                   | Urška Žigart (SLO)    | 15e                  |

| Israel-Premier Tech Roland CGS | Israel-Premier Tech Roland CGS | Israel-Premier Tech Roland CGS |
| ------------------------------ | ------------------------------ | ------------------------------ |
| Num                            | Coureuse                       | Pos                            |
| 51                             | Tamara Dronova (RUS) (route)   | 2e                             |
| 52                             | Hannah Buch (GER)              | AB                             |
| 53                             | Elena Pirrone (ITA)            | 6e                             |
| 54                             | Claire Steels (GBR)            | NP                             |

| Israel-Premier Tech Roland Development ___ | Israel-Premier Tech Roland Development ___ | Israel-Premier Tech Roland Development ___ |
| ------------------------------------------ | ------------------------------------------ | ------------------------------------------ |
| Num                                        | Coureuse                                   | Pos                                        |
| 55                                         | Nofar Maoz (ISR)                           | AB                                         |

| Israel-Premier Tech Roland CGS | Israel-Premier Tech Roland CGS | Israel-Premier Tech Roland CGS |
| ------------------------------ | ------------------------------ | ------------------------------ |
| Num                            | Coureuse                       | Pos                            |
| 56                             | Elizabeth Stannard (AUS)       | 25e                            |

| Canyon//SRAM Generation CSG | Canyon//SRAM Generation CSG  | Canyon//SRAM Generation CSG |
| --------------------------- | ---------------------------- | --------------------------- |
| Num                         | Coureuse                     | Pos                         |
| 61                          | Agua Marina Espínola (PAR)   | AB                          |
| 62                          | Daniela Schmidsberger (AUT)  | AB                          |
| 63                          | Justyna Czapla (GER)         | 18e                         |
| 64                          | Nesrine Houili (ALG) (route) | AB                          |
| 65                          | Llori Sharpe                 | AB                          |

| Canyon-SRAM Racing CSR | Canyon-SRAM Racing CSR | Canyon-SRAM Racing CSR |
| ---------------------- | ---------------------- | ---------------------- |
| Num                    | Coureuse               | Pos                    |
| 66                     | Alex Morrice (GBR)     | AB                     |

| Lifeplus Wahoo DRP | Lifeplus Wahoo DRP         | Lifeplus Wahoo DRP |
| ------------------ | -------------------------- | ------------------ |
| Num                | Coureuse                   | Pos                |
| 71                 | Ella Harris (NZL)          | 8e                 |
| 72                 | Maria Novolodskaya (RUS)   | 34e                |
| 73                 | Karin Söderqvist (SWE)     | AB                 |
| 74                 | Babette van der Wolf (NED) | AB                 |
| 75                 | Margaux Vigié (FRA)        | AB                 |
| 76                 | Ella Wyllie (NZL)          | 3e                 |

| Coop-Hitec Products HPU | Coop-Hitec Products HPU       | Coop-Hitec Products HPU |
| ----------------------- | ----------------------------- | ----------------------- |
| Num                     | Coureuse                      | Pos                     |
| 81                      | Stine Dale (NOR)              | AB                      |
| 82                      | Georgia Danford (AUS)         | AB                      |
| 83                      | Sigrid Ytterhus Haugset (NOR) | 39e                     |
| 84                      | Tiril Jørgensen (NOR)         | 24e                     |
| 86                      | Josie Nelson (GBR)            | AB                      |

| Eneicat-CMTeam-Seguros Deportivos EIC | Eneicat-CMTeam-Seguros Deportivos EIC | Eneicat-CMTeam-Seguros Deportivos EIC |
| ------------------------------------- | ------------------------------------- | ------------------------------------- |
| Num                                   | Coureuse                              | Pos                                   |
| 92                                    | Almudena Montalvo (ESP)               | AB                                    |
| 93                                    | Alessia Bulleri (ITA)                 | AB                                    |
| 94                                    | Stefania Sánchez (COL)                | 35e                                   |
| 95                                    | María Latriglia (COL)                 | 27e                                   |
| 96                                    | Claudia San Justo (ESP)               | AB                                    |

| Bizkaia-Durango BDP | Bizkaia-Durango BDP          | Bizkaia-Durango BDP |
| ------------------- | ---------------------------- | ------------------- |
| Num                 | Coureuse                     | Pos                 |
| 101                 | Andrea Ramírez (MEX)         | 36e                 |
| 102                 | Sandra Gutierrez (ESP)       | AB                  |
| 103                 | Ana Vitória Magalhães (BRA)  | 31e                 |
| 104                 | Irene Mendez Melgarejo (ESP) | 33e                 |
| 105                 | Sofía Rodríguez (ESP)        | AB                  |
| 106                 | Heïdi Gaugain (FRA)          | AB                  |

| Stade Rochelais Charente-Maritime CMW | Stade Rochelais Charente-Maritime CMW    | Stade Rochelais Charente-Maritime CMW |
| ------------------------------------- | ---------------------------------------- | ------------------------------------- |
| Num                                   | Coureuse                                 | Pos                                   |
| 111                                   | Frances Janse van Rensburg (RSA) (route) | AB                                    |
| 112                                   | Lotte Claes (BEL)                        | 16e                                   |
| 113                                   | Chloé Schoenenberger (FRA)               | AB                                    |
| 114                                   | Kristina Nenadovic (FRA)                 | AB                                    |

| Laboral Kutxa-Fundación Euskadi LKF | Laboral Kutxa-Fundación Euskadi LKF | Laboral Kutxa-Fundación Euskadi LKF |
| ----------------------------------- | ----------------------------------- | ----------------------------------- |
| Num                                 | Coureuse                            | Pos                                 |
| 121                                 | Idoia Eraso (ESP)                   | AB                                  |
| 122                                 | Lija Laizāne (LAT)                  | AB                                  |
| 123                                 | Eider Merino (ESP)                  | 26e                                 |
| 124                                 | Nadia Quagliotto (ITA)              | AB                                  |
| 125                                 | Marta Romeu (ESP)                   | 19e                                 |
| 126                                 | Alba Teruel (ESP)                   | AB                                  |

| Sans équipe ___ | Sans équipe ___       | Sans équipe ___ |
| --------------- | --------------------- | --------------- |
| Num             | Coureuse              | Pos             |
| 131             | Vanesa Martínez (COL) | AB              |

| Colombia Pacto Por El Deporte - GW Shimano CTF | Colombia Pacto Por El Deporte - GW Shimano CTF | Colombia Pacto Por El Deporte - GW Shimano CTF |
| ---------------------------------------------- | ---------------------------------------------- | ---------------------------------------------- |
| Num                                            | Coureuse                                       | Pos                                            |
| 132                                            | Elizabeth Castaño (COL)                        | 38e                                            |
| 133                                            | Estefanía Herrera (COL)                        | AB                                             |
| 134                                            | Liseth Carrero (COL)                           | AB                                             |
| 135                                            | Paula Carrasco (COL)                           | AB                                             |
| 136                                            | Karina Florez (COL)                            | AB                                             |

| Bepink BPK | Bepink BPK                   | Bepink BPK |
| ---------- | ---------------------------- | ---------- |
| Num        | Coureuse                     | Pos        |
| 141        | Silvia Zanardi (ITA)         | 22e        |
| 142        | Letizia Brufani (ITA)        | AB         |
| 143        | Nora Jenčušová (SVK) (route) | 29e        |
| 144        | Prisca Savi (ITA)            | AB         |
| 145        | Matilde Vitillo (ITA)        | NP         |
| 146        | Giorgia Vettorello (ITA)     | 32e        |

| Massi Tactic MAT | Massi Tactic MAT      | Massi Tactic MAT |
| ---------------- | --------------------- | ---------------- |
| Num              | Coureuse              | Pos              |
| 151              | Adèle Normand (CAN)   | 13e              |
| 152              | Vera Vilaca (POR)     | AB               |
| 153              | Petra Zsankó (HUN)    | AB               |
| 154              | Corinna Lechner (GER) | AB               |

| Bepink BPK | Bepink BPK                      | Bepink BPK |
| ---------- | ------------------------------- | ---------- |
| Num        | Coureuse                        | Pos        |
| 155        | Elisabet Escursell Valero (ESP) | AB         |

| Massi Tactic MAT | Massi Tactic MAT        | Massi Tactic MAT |
| ---------------- | ----------------------- | ---------------- |
| Num              | Coureuse                | Pos              |
| 156              | Estefania Jimenez (ESP) | AB               |

| Team Groupe Abadie ___ | Team Groupe Abadie ___    | Team Groupe Abadie ___ |
| ---------------------- | ------------------------- | ---------------------- |
| Num                    | Coureuse                  | Pos                    |
| 161                    | Manon Souyris (FRA)       | 30e                    |
| 162                    | Ilona Feytou (FRA)        | AB                     |
| 163                    | Leonie Laubig (GER)       | 20e                    |
| 165                    | Inès Van der Linden (FRA) | AB                     |
| 166                    | Karolina Perekitko (POL)  | AB                     |

| Soltec Team STC | Soltec Team STC         | Soltec Team STC |
| --------------- | ----------------------- | --------------- |
| Num             | Coureuse                | Pos             |
| 171             | Esra Nur Gökcek (TUR)   | AB              |
| 172             | Cristina Vila (ESP)     | AB              |
| 173             | Freya Rawlins (GBR)     | AB              |
| 174             | Liubov Malervein (RUS)  | AB              |
| 175             | Isabella Escalera (ESP) | AB              |
| 176             | Alicja Ulatowska (POL)  | AB              |

| Cantabria Deporte-Rio Miera RMC | Cantabria Deporte-Rio Miera RMC | Cantabria Deporte-Rio Miera RMC |
| ------------------------------- | ------------------------------- | ------------------------------- |
| Num                             | Coureuse                        | Pos                             |
| 181                             | Susana Perez (ESP)              | AB                              |
| 182                             | Andrea Velasco (ESP)            | AB                              |
| 183                             | Marina Garau Roca (ESP)         | AB                              |
| 184                             | Lukene Trujillano (ESP)         | AB                              |
| 185                             | Erialis Otero (PUR)             | AB                              |

| Farto-BTC FAR | Farto-BTC FAR           | Farto-BTC FAR |
| ------------- | ----------------------- | ------------- |
| Num           | Coureuse                | Pos           |
| 191           | Ariadna Gutiérrez (MEX) | AB            |
| 192           | Michaela Drummond (NZL) | 28e           |
| 193           | Daria Fomina (RUS)      | AB            |
| 194           | Lina Svarinska (LAT)    | AB            |
| 195           | Mandana Dehghan (IRI)   | AB            |
| 196           | Agata Flis (POL)        | AB            |

| Sopela Women's Team SWT | Sopela Women's Team SWT   | Sopela Women's Team SWT |
| ----------------------- | ------------------------- | ----------------------- |
| Num                     | Coureuse                  | Pos                     |
| 201                     | Agustina Reyes (URU)      | AB                      |
| 202                     | Laia Puigdefabregas (ESP) | AB                      |
| 203                     | Muskilda Olortiz (ESP)    | AB                      |
| 204                     | Allison Mrugal (USA)      | AB                      |
| 205                     | Sarah Kastenhuber (GER)   | AB                      |
| 206                     | Maitane Arana (COL)       | AB                      |

| Sans équipe ___ | Sans équipe ___       | Sans équipe ___ |
| --------------- | --------------------- | --------------- |
| Num             | Coureuse              | Pos             |
| 211             | Saioa Orgambide (ESP) | AB              |

| Vipeq-La Vaca Purpura ___ | Vipeq-La Vaca Purpura ___ | Vipeq-La Vaca Purpura ___ |
| ------------------------- | ------------------------- | ------------------------- |
| Num                       | Coureuse                  | Pos                       |
| 212                       | Adriana Paya (ESP)        | AB                        |
| 213                       | Amaia Zamora (ESP)        | AB                        |

| Sans équipe ___ | Sans équipe ___     | Sans équipe ___ |
| --------------- | ------------------- | --------------- |
| Num             | Coureuse            | Pos             |
| 214             | Goretti Sesma (CAN) | AB              |

| Vipeq-La Vaca Purpura ___ | Vipeq-La Vaca Purpura ___ | Vipeq-La Vaca Purpura ___ |
| ------------------------- | ------------------------- | ------------------------- |
| Num                       | Coureuse                  | Pos                       |
| 215                       | Amaia Astarloa (ESP)      | AB                        |
| 216                       | Amaia Esparza (ESP)       | AB                        |

| Movistar Team MOV | Movistar Team MOV         | Movistar Team MOV |
| ----------------- | ------------------------- | ----------------- |
| Num               | Coureuse                  | Pos               |
| 1                 | Katrine Aalerud (NOR)     | 23e               |
| 2                 | Jelena Erić (SRB) (route) | 14e               |
| 3                 | Sheyla Gutiérrez (ESP)    | 37e               |
| 4                 | Floortje Mackaij (NED)    | 7e                |
| 5                 | Mareille Meijering (NED)  | 12e               |
| 6                 | Lourdes Oyarbide (ESP)    | AB                |

| UAE Team ADQ UAD | UAE Team ADQ UAD            | UAE Team ADQ UAD |
| ---------------- | --------------------------- | ---------------- |
| Num              | Coureuse                    | Pos              |
| 11               | Sofia Bertizzolo (ITA)      | 40e              |
| 12               | Eugenia Bujak (SLO) (route) | AB               |

| UAE Development Team UDT | UAE Development Team UDT | UAE Development Team UDT |
| ------------------------ | ------------------------ | ------------------------ |
| Num                      | Coureuse                 | Pos                      |
| 13                       | Carlotta Cipressi (ITA)  | AB                       |

| UAE Team ADQ UAD | UAE Team ADQ UAD          | UAE Team ADQ UAD |
| ---------------- | ------------------------- | ---------------- |
| Num              | Coureuse                  | Pos              |
| 14               | Erica Magnaldi (ITA)      | 11e              |
| 15               | Eleonora Gasparrini (ITA) | 4e               |

| UAE Development Team UDT | UAE Development Team UDT    | UAE Development Team UDT |
| ------------------------ | --------------------------- | ------------------------ |
| Num                      | Coureuse                    | Pos                      |
| 16                       | Federica Piergiovanni (ITA) | 41e                      |

| Team Jumbo-Visma TJV | Team Jumbo-Visma TJV          | Team Jumbo-Visma TJV |
| -------------------- | ----------------------------- | -------------------- |
| Num                  | Coureuse                      | Pos                  |
| 21                   | Carlijn Achtereekte (NED)     | AB                   |
| 22                   | Riejanne Markus (NED) (route) | 1re                  |
| 23                   | Rosita Reijnhout (NED)        | 21e                  |
| 24                   | Linda Riedmann (GER)          | 17e                  |
| 25                   | Karlijn Swinkels (NED)        | 5e                   |

| Ceratizit-WNT Pro Cycling WNT | Ceratizit-WNT Pro Cycling WNT | Ceratizit-WNT Pro Cycling WNT |
| ----------------------------- | ----------------------------- | ----------------------------- |
| Num                           | Coureuse                      | Pos                           |
| 31                            | Sandra Alonso (ESP)           | AB                            |
| 32                            | Laura Asencio (FRA)           | AB                            |
| 33                            | Alice Maria Arzuffi (ITA)     | 10e                           |
| 34                            | Nina Berton (LUX)             | AB                            |
| 35                            | Lana Eberle (GER)             | AB                            |

| Team Jayco AlUla BEX | Team Jayco AlUla BEX  | Team Jayco AlUla BEX |
| -------------------- | --------------------- | -------------------- |
| Num                  | Coureuse              | Pos                  |
| 41                   | Ane Santesteban (ESP) | 9e                   |
| 42                   | Teniel Campbell (TTO) | AB                   |
| 43                   | Georgie Howe (AUS)    | AB                   |
| 44                   | Jessica Allen (AUS)   | AB                   |
| 46                   | Urška Žigart (SLO)    | 15e                  |

| Israel-Premier Tech Roland CGS | Israel-Premier Tech Roland CGS | Israel-Premier Tech Roland CGS |
| ------------------------------ | ------------------------------ | ------------------------------ |
| Num                            | Coureuse                       | Pos                            |
| 51                             | Tamara Dronova (RUS) (route)   | 2e                             |
| 52                             | Hannah Buch (GER)              | AB                             |
| 53                             | Elena Pirrone (ITA)            | 6e                             |
| 54                             | Claire Steels (GBR)            | NP                             |

| Israel-Premier Tech Roland Development ___ | Israel-Premier Tech Roland Development ___ | Israel-Premier Tech Roland Development ___ |
| ------------------------------------------ | ------------------------------------------ | ------------------------------------------ |
| Num                                        | Coureuse                                   | Pos                                        |
| 55                                         | Nofar Maoz (ISR)                           | AB                                         |

| Israel-Premier Tech Roland CGS | Israel-Premier Tech Roland CGS | Israel-Premier Tech Roland CGS |
| ------------------------------ | ------------------------------ | ------------------------------ |
| Num                            | Coureuse                       | Pos                            |
| 56                             | Elizabeth Stannard (AUS)       | 25e                            |

| Canyon//SRAM Generation CSG | Canyon//SRAM Generation CSG  | Canyon//SRAM Generation CSG |
| --------------------------- | ---------------------------- | --------------------------- |
| Num                         | Coureuse                     | Pos                         |
| 61                          | Agua Marina Espínola (PAR)   | AB                          |
| 62                          | Daniela Schmidsberger (AUT)  | AB                          |
| 63                          | Justyna Czapla (GER)         | 18e                         |
| 64                          | Nesrine Houili (ALG) (route) | AB                          |
| 65                          | Llori Sharpe                 | AB                          |

| Canyon-SRAM Racing CSR | Canyon-SRAM Racing CSR | Canyon-SRAM Racing CSR |
| ---------------------- | ---------------------- | ---------------------- |
| Num                    | Coureuse               | Pos                    |
| 66                     | Alex Morrice (GBR)     | AB                     |

| Lifeplus Wahoo DRP | Lifeplus Wahoo DRP         | Lifeplus Wahoo DRP |
| ------------------ | -------------------------- | ------------------ |
| Num                | Coureuse                   | Pos                |
| 71                 | Ella Harris (NZL)          | 8e                 |
| 72                 | Maria Novolodskaya (RUS)   | 34e                |
| 73                 | Karin Söderqvist (SWE)     | AB                 |
| 74                 | Babette van der Wolf (NED) | AB                 |
| 75                 | Margaux Vigié (FRA)        | AB                 |
| 76                 | Ella Wyllie (NZL)          | 3e                 |

| Coop-Hitec Products HPU | Coop-Hitec Products HPU       | Coop-Hitec Products HPU |
| ----------------------- | ----------------------------- | ----------------------- |
| Num                     | Coureuse                      | Pos                     |
| 81                      | Stine Dale (NOR)              | AB                      |
| 82                      | Georgia Danford (AUS)         | AB                      |
| 83                      | Sigrid Ytterhus Haugset (NOR) | 39e                     |
| 84                      | Tiril Jørgensen (NOR)         | 24e                     |
| 86                      | Josie Nelson (GBR)            | AB                      |

| Eneicat-CMTeam-Seguros Deportivos EIC | Eneicat-CMTeam-Seguros Deportivos EIC | Eneicat-CMTeam-Seguros Deportivos EIC |
| ------------------------------------- | ------------------------------------- | ------------------------------------- |
| Num                                   | Coureuse                              | Pos                                   |
| 92                                    | Almudena Montalvo (ESP)               | AB                                    |
| 93                                    | Alessia Bulleri (ITA)                 | AB                                    |
| 94                                    | Stefania Sánchez (COL)                | 35e                                   |
| 95                                    | María Latriglia (COL)                 | 27e                                   |
| 96                                    | Claudia San Justo (ESP)               | AB                                    |

| Bizkaia-Durango BDP | Bizkaia-Durango BDP          | Bizkaia-Durango BDP |
| ------------------- | ---------------------------- | ------------------- |
| Num                 | Coureuse                     | Pos                 |
| 101                 | Andrea Ramírez (MEX)         | 36e                 |
| 102                 | Sandra Gutierrez (ESP)       | AB                  |
| 103                 | Ana Vitória Magalhães (BRA)  | 31e                 |
| 104                 | Irene Mendez Melgarejo (ESP) | 33e                 |
| 105                 | Sofía Rodríguez (ESP)        | AB                  |
| 106                 | Heïdi Gaugain (FRA)          | AB                  |

| Stade Rochelais Charente-Maritime CMW | Stade Rochelais Charente-Maritime CMW    | Stade Rochelais Charente-Maritime CMW |
| ------------------------------------- | ---------------------------------------- | ------------------------------------- |
| Num                                   | Coureuse                                 | Pos                                   |
| 111                                   | Frances Janse van Rensburg (RSA) (route) | AB                                    |
| 112                                   | Lotte Claes (BEL)                        | 16e                                   |
| 113                                   | Chloé Schoenenberger (FRA)               | AB                                    |
| 114                                   | Kristina Nenadovic (FRA)                 | AB                                    |

| Laboral Kutxa-Fundación Euskadi LKF | Laboral Kutxa-Fundación Euskadi LKF | Laboral Kutxa-Fundación Euskadi LKF |
| ----------------------------------- | ----------------------------------- | ----------------------------------- |
| Num                                 | Coureuse                            | Pos                                 |
| 121                                 | Idoia Eraso (ESP)                   | AB                                  |
| 122                                 | Lija Laizāne (LAT)                  | AB                                  |
| 123                                 | Eider Merino (ESP)                  | 26e                                 |
| 124                                 | Nadia Quagliotto (ITA)              | AB                                  |
| 125                                 | Marta Romeu (ESP)                   | 19e                                 |
| 126                                 | Alba Teruel (ESP)                   | AB                                  |

| Sans équipe ___ | Sans équipe ___       | Sans équipe ___ |
| --------------- | --------------------- | --------------- |
| Num             | Coureuse              | Pos             |
| 131             | Vanesa Martínez (COL) | AB              |

| Colombia Pacto Por El Deporte - GW Shimano CTF | Colombia Pacto Por El Deporte - GW Shimano CTF | Colombia Pacto Por El Deporte - GW Shimano CTF |
| ---------------------------------------------- | ---------------------------------------------- | ---------------------------------------------- |
| Num                                            | Coureuse                                       | Pos                                            |
| 132                                            | Elizabeth Castaño (COL)                        | 38e                                            |
| 133                                            | Estefanía Herrera (COL)                        | AB                                             |
| 134                                            | Liseth Carrero (COL)                           | AB                                             |
| 135                                            | Paula Carrasco (COL)                           | AB                                             |
| 136                                            | Karina Florez (COL)                            | AB                                             |

| Bepink BPK | Bepink BPK                   | Bepink BPK |
| ---------- | ---------------------------- | ---------- |
| Num        | Coureuse                     | Pos        |
| 141        | Silvia Zanardi (ITA)         | 22e        |
| 142        | Letizia Brufani (ITA)        | AB         |
| 143        | Nora Jenčušová (SVK) (route) | 29e        |
| 144        | Prisca Savi (ITA)            | AB         |
| 145        | Matilde Vitillo (ITA)        | NP         |
| 146        | Giorgia Vettorello (ITA)     | 32e        |

| Massi Tactic MAT | Massi Tactic MAT      | Massi Tactic MAT |
| ---------------- | --------------------- | ---------------- |
| Num              | Coureuse              | Pos              |
| 151              | Adèle Normand (CAN)   | 13e              |
| 152              | Vera Vilaca (POR)     | AB               |
| 153              | Petra Zsankó (HUN)    | AB               |
| 154              | Corinna Lechner (GER) | AB               |

| Bepink BPK | Bepink BPK                      | Bepink BPK |
| ---------- | ------------------------------- | ---------- |
| Num        | Coureuse                        | Pos        |
| 155        | Elisabet Escursell Valero (ESP) | AB         |

| Massi Tactic MAT | Massi Tactic MAT        | Massi Tactic MAT |
| ---------------- | ----------------------- | ---------------- |
| Num              | Coureuse                | Pos              |
| 156              | Estefania Jimenez (ESP) | AB               |

| Team Groupe Abadie ___ | Team Groupe Abadie ___    | Team Groupe Abadie ___ |
| ---------------------- | ------------------------- | ---------------------- |
| Num                    | Coureuse                  | Pos                    |
| 161                    | Manon Souyris (FRA)       | 30e                    |
| 162                    | Ilona Feytou (FRA)        | AB                     |
| 163                    | Leonie Laubig (GER)       | 20e                    |
| 165                    | Inès Van der Linden (FRA) | AB                     |
| 166                    | Karolina Perekitko (POL)  | AB                     |

| Soltec Team STC | Soltec Team STC         | Soltec Team STC |
| --------------- | ----------------------- | --------------- |
| Num             | Coureuse                | Pos             |
| 171             | Esra Nur Gökcek (TUR)   | AB              |
| 172             | Cristina Vila (ESP)     | AB              |
| 173             | Freya Rawlins (GBR)     | AB              |
| 174             | Liubov Malervein (RUS)  | AB              |
| 175             | Isabella Escalera (ESP) | AB              |
| 176             | Alicja Ulatowska (POL)  | AB              |

| Cantabria Deporte-Rio Miera RMC | Cantabria Deporte-Rio Miera RMC | Cantabria Deporte-Rio Miera RMC |
| ------------------------------- | ------------------------------- | ------------------------------- |
| Num                             | Coureuse                        | Pos                             |
| 181                             | Susana Perez (ESP)              | AB                              |
| 182                             | Andrea Velasco (ESP)            | AB                              |
| 183                             | Marina Garau Roca (ESP)         | AB                              |
| 184                             | Lukene Trujillano (ESP)         | AB                              |
| 185                             | Erialis Otero (PUR)             | AB                              |

| Farto-BTC FAR | Farto-BTC FAR           | Farto-BTC FAR |
| ------------- | ----------------------- | ------------- |
| Num           | Coureuse                | Pos           |
| 191           | Ariadna Gutiérrez (MEX) | AB            |
| 192           | Michaela Drummond (NZL) | 28e           |
| 193           | Daria Fomina (RUS)      | AB            |
| 194           | Lina Svarinska (LAT)    | AB            |
| 195           | Mandana Dehghan (IRI)   | AB            |
| 196           | Agata Flis (POL)        | AB            |

| Sopela Women's Team SWT | Sopela Women's Team SWT   | Sopela Women's Team SWT |
| ----------------------- | ------------------------- | ----------------------- |
| Num                     | Coureuse                  | Pos                     |
| 201                     | Agustina Reyes (URU)      | AB                      |
| 202                     | Laia Puigdefabregas (ESP) | AB                      |
| 203                     | Muskilda Olortiz (ESP)    | AB                      |
| 204                     | Allison Mrugal (USA)      | AB                      |
| 205                     | Sarah Kastenhuber (GER)   | AB                      |
| 206                     | Maitane Arana (COL)       | AB                      |

| Sans équipe ___ | Sans équipe ___       | Sans équipe ___ |
| --------------- | --------------------- | --------------- |
| Num             | Coureuse              | Pos             |
| 211             | Saioa Orgambide (ESP) | AB              |

| Vipeq-La Vaca Purpura ___ | Vipeq-La Vaca Purpura ___ | Vipeq-La Vaca Purpura ___ |
| ------------------------- | ------------------------- | ------------------------- |
| Num                       | Coureuse                  | Pos                       |
| 212                       | Adriana Paya (ESP)        | AB                        |
| 213                       | Amaia Zamora (ESP)        | AB                        |

| Sans équipe ___ | Sans équipe ___     | Sans équipe ___ |
| --------------- | ------------------- | --------------- |
| Num             | Coureuse            | Pos             |
| 214             | Goretti Sesma (CAN) | AB              |

| Vipeq-La Vaca Purpura ___ | Vipeq-La Vaca Purpura ___ | Vipeq-La Vaca Purpura ___ |
| ------------------------- | ------------------------- | ------------------------- |
| Num                       | Coureuse                  | Pos                       |
| 215                       | Amaia Astarloa (ESP)      | AB                        |
| 216                       | Amaia Esparza (ESP)       | AB                        |